# Kepler-71
Kepler-71 là một ngôi sao lùn vàng nằm trong chòm sao Thiên Nga.

## Hệ hành tinh
| Thiên thể đồng hành (thứ tự từ ngôi sao ra) | Khối lượng | Bán trục lớn (AU)        | Chu kỳ quỹ đạo (ngày)          | Độ lệch tâm | Độ nghiêng     | Bán kính          |
| ------------------------------------------- | ---------- | ------------------------ | ------------------------------ | ----------- | -------------- | ----------------- |
| b                                           | —          | 0.05029+0.00002 −0.00006 | 3.905079476+0.000008 −0.000009 | 0           | 89.8+0.2 −0.4° | 1.1987± 0.0044 RJ |